# Бабско пръскало
Бабското пръскало е водопад, разположен на територията на Национален парк „Централен Балкан“.
Водопадът е едно от по-ниските пръскала в района, но въпреки това е основен туристически обект. Височината на Бабското пръскало е 54 метра.
Бабското пръскало е близо до хижите Русалка и Равна, по пътеката село Тъжа – хижа Тъжа. Намира се на река Бабска, приток на река Тъжа, чиито води тръгват южно от седлото между върховете Малък и Голям Кадемлия.